# リトルシンガー
「リトルシンガー」は、日本のポップ・ロック・バンドである緑黄色社会の楽曲。沖田円の小説『きみに届け、始まりの歌』の作中に登場する歌詞として書かれた楽曲で、作詞は長屋晴子が手がけ、作曲はメンバー全員の共作（クレジットは「緑黄色社会」）。編曲はNaoki Itaiと緑黄色社会の共作。2018年8月4日に配信限定シングルとして発売された本作は、同年11月7日に発売された3枚目のミニアルバム『溢れた水の行方』からの先行シングルともなっている。
2018年6月29日に本作のティザー映像、7月13日に安城市内で撮影されたミュージック・ビデオが公開された。8月4日に開催された「第65回安城七夕まつり」でのスペシャル・ライヴで楽曲初披露となった。

## 背景・リリース
2017年12月28日、スターツ出版から沖田の小説『きみに届け、始まりの歌』が発売。長屋は、同作の物語終盤で主人公のカンナが葛藤の末に書き上げた楽曲として登場する「リトルシンガー」の歌詞を担当。本作は、「自分らしさとは何か」を問う『きみに届け、始まりの歌』のアンサーソングと位置づけられている。
小説の舞台が作者の沖田の出身地・在住地である愛知県安城市であることから、安城市および作品自体のPRを目的に「高校生リポーター」が募集され、2018年5月からの計3回の会議の中でコラボレーション企画が提案された。6月29日、高校生リポーターによって企画された「リトルシンガー」のティザー映像が公開された。
8月4日、「リトルシンガー」の配信が各配信ストアで開始された。
11月7日にエピックレコードジャパンからミニアルバム『溢れた水の行方』が発売され、「リトルシンガー」は6曲目に収録された。

## 制作
長屋は、『きみに届け。はじまりの歌』を読み、主人公のカンナの悩みや想いが、自分の抱えていた感情と似ていたことや、劇中でカンナが組んだバンドの編成まで似ていたことから、「本当に自分の話なんじゃないかと思うくらい」共感して、すぐに物語の世界に入り込めたと語っている。歌詞の内容については、自分の気持ちそのままであったことから「すらすらと作った」とする一方、これまでに依頼されて歌詞を書くことがなかったため、「その部分に関しては自分だけのものではないから、悩みながら作りました」「作品内容にはとても共感できたけど、そこが初めてのことで難しい部分」と語っている。また、長屋は歌詞について「小説」というきっかけがあったから引き出された歌詞だとも思うとし、「この小説がなかったら、こんなストレートには書けなかったかもしれない。もっとひねくれて書いていたと思う。なので、自分の歌詞だけど自分じゃない、みたいな不思議な感覚」とも語っている。
楽曲は沖田が小説を執筆するのと同時進行で制作された。曲名である「リトルシンガー」をもっともキーになる言葉とし、この他にも打ち合わせで沖田にリクエストされた言葉を並べて、それらを軸に組み合わせて作られた。長屋は沖田の「「大丈夫」という言葉を入れてほしい」という話が強く残り、それは必ず入れようと思ったと語り、沖田はどんなときであっても、自分自身を否定してはいけないと思っているんです。悩んでマイナスに考えてしまうときも、自分に「大丈夫」と言い聞かせて、自分自信〔ママ〕に肯定を与えることは、どんなときであれ前を向くには重要なことだと思っていて、わたしのなかではよくキーワードとして使っていますねと語っている。
作曲は小説が「登場人物がすごく楽しそうにバンドをやっていて、その団結力で何かを一緒に成し遂げること」がテーマであり、「自分たちもみんなで作曲したほうがいいのでは？」ということからメンバー全員での共作となった。メロディは「大人ごっこ」の歌録りが行なわれた日に作り始められ、同日は長屋を除く小林壱誓、peppe、穴見真吾の3人でメロディ作りが行なわれ、それぞれ1つサビを作るという制作方法が採られたが、この日に作られたメロディは「王道すぎて、自分たちでも分からなくなってしまった」「歌詞がわかりやすいから、メロディまでストレートにしたら聴き流れてしまうのでは」ということから、後日4人で集まって作り直すこととなった。4人でのメロディ作りは、穴見がギターを弾いて小林が歌ったものを基に、メンバー間でやり取りをして手直しをしながら進められた。

## ミュージック・ビデオ
2018年7月13日に「リトルシンガー」のミュージック・ビデオが公開された。監督・編集は瀧悠輔が務めた。ミュージック・ビデオは、『きみに届け、始まりの歌』の舞台である安城市内で撮影され、緑黄色社会のメンバーのほかに黒川心が出演している。
7月20日に小説サイト「野いちご」および「ベリーズカフェ」の公式YouTubeチャンネルでメイキング映像が公開された。

## 評価
音楽ライターの高橋智樹は『rockin'on.com』に寄稿した記事で、2018年の『溢れた水の行方』に関するインタビューでの小林の発言を引き合いに4人それぞれのエモーションが「自己表現」や「承認欲求」ではなく、ひたすら「音楽愛」に注がれることで、緑黄色社会という音楽が唯一無二の独自性と記名性を獲得していく――という構造が、『溢れた水の行方』の最後に収められたこの曲のダイナミックな祝祭感からもくっきりと浮かび上がってくる。《僕は僕のために生きて 僕のために歌うよ》のフレーズが、揺るぎない真っ向勝負の存在証明として胸に響くと評した。
沖田は、本作の詩について想像していたものを超えてすごく良い仕上がりになったとし、ふわっとしたイメージしか伝えられなかったと思っていたのに、本当にカンナが伝えたかったであろう気持ちを詩に込めてくださっていて、はやく曲として聞きたい！！と強く思いましたと語った。また、楽曲となってからの本作について待ちに待っていたので、やっと完成してやっと聞けた！メロディも歌声もみなさんの演奏も、本当に想像を超えて素晴らしいものだったので。すぐにお気に入りの曲になりました。頭から離れないし、耳に残るとても良い曲ができたと思いましたと語っている。

## 演奏披露
「リトルシンガー」は、8月4日に開催された『第65回安城七夕まつり』でのスペシャル・ライヴで初披露となった。以降、『緑黄色社会ワンマンツアー「溢れた音の行方」』や『Actor tour 2022』などのライブツアーでも演奏された。シングル『ミチヲユケ』（初回生産限定盤）に付属のBlu-rayにライブ映像が収録されている。
2018年12月25日に放送されたJ-WAVE『SONAR MUSIC』では、12月21日にマイナビBLITZ赤坂で開催された『緑黄色社会ワンマンツアー「溢れた音の行方」』最終公演からのライブ音源がオンエアされた。このライブ音源は緑黄色社会のCD作品には収録されていない。

## クレジット
※出典
緑黄色社会
- 長屋晴子 – Vocal & Guitar
- 小林壱誓 – Guitars & Chorus
- peppe – Keyboards & Chorus
- 穴見真吾 – Bass & Chorus

外部ミュージシャン
- soundbreakers – Programming
- 比田井修 – Drums